# Медаль Габбарда
Меда́ль Га́ббарда (англ. Hubbard Medal) — найвища нагорода, яку вручає Національне географічне товариство США за видатні географічні відкриття і дослідження. Медаль засновано на вшанування пам'яті першого Президента Національного Географічного товариства Гардінера Гріна Габбарда. Її виготовляють із золота і традиційно нагороду вручає Президент США.

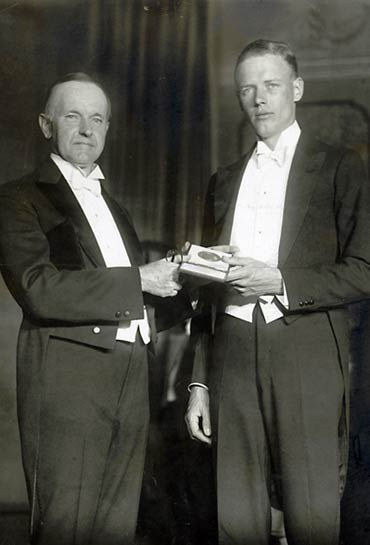
Чарльз Ліндберг отримує медаль з рук Президента Товариства Калвіна Куліджа

## Список лауреатів
| Рік  | Особа                                                                                | Професія                                     | Причина |
| ---- | ------------------------------------------------------------------------------------ | -------------------------------------------- | --- |
| 1906 | Роберт Пірі                                                                          | полярний дослідник                           | Найпівнічніша подорож людини |
| 1907 | Руаль Амундсен                                                                       | полярний дослідник                           | Перший пройшов Північно-Західним проходом                                                                                          |
| 1909 | Роберт Бартлетт                                                                      | полярний дослідник                           | Найдальша подорож у напрямку Північного полюса                                                                                     |
| 1910 | Ернест Шеклтон                                                                       | полярний дослідник                           | |
| 1919 | Вільялмур Стефанссон                                                                 | полярник                                     | [ 1 ] |
| 1926 | Річард Берд                                                                          | полярний дослідник і льотчик                 | Перший політ над Північним полюсом                                                                                                 |
| 1927 | Чарльз Ліндберг                                                                      | льотчик                                      | Перший переліт через Атлантичний океан наодинці                                                                                    |
| 1931 | Рой Чепмен Ендрюс                                                                    | дослідник пустелі Гобі                       | |
| 1934 | Енн Ліндберг                                                                         | льотчиця                                     | За те, що вона працювала радистом і другим пілотом свого чоловіка Чарльза під час двох рейсів у 1931 та 1933 роках.                |
| 1935 | Орвіл Андерсон і Альберт Вільям Стівенс                                              | аеронавти                                    | Встановлення рекордів підйому на повітряній кулі Explorer II                                                                       |
| 1954 | Британська альпіністська експедиція на Еверест                                       | альпіністи                                   | Перше сходження на гору Еверест (групова нагорода)                                                                                 |
| 1958 | Пол Сайпл                                                                            | полярний дослідник                           | Ветеран декількох антарктичних експедицій                                                                                          |
| 1962 | Джон Гленн                                                                           | астронавт                                    | Перший американець, що побував на земній орбіті                                                                                    |
| 1962 | Луїс Лікі і Мері Лікі                                                                | антропологи                                  | |
| 1963 | Американська альпіністська експедиція на Еверест під керівництвом Нормана Діренфурта | альпіністи                                   | Перші американці, що підкорили Еверест                                                                                             |
| 1969 | Френк Борман Джеймс Ловелл Вільям Андерс                                             | астронавти                                   | Перший політ з екіпажем до Місяця                                                                                                  |
| 1970 | Ніл Армстронг Базз Олдрін Майкл Коллінз                                              | астронавти                                   | Перша посадка екіпажу на Місяці |
| 1978 | Марі Тарп                                                                            | картограф                                    | |
| 1981 | Джон Янг Роберт Кріппен                                                              | астронавти                                   | Перший політ «Спейс Шаттл» |
| 1994 | Річард Лікі                                                                          | антрополог                                   | |
| 1995 | Джейн Гудолл                                                                         | натуралістка                                 | [ 8 ] |
| 1996 | Роберт Баллард                                                                       | дослідник підводного світу                   | Виявлення уламків корабля «Титанік»                                                                                                |
| 1999 | Бертран Піккар і Браян Джонс                                                         | польоти на повітряній кулі                   | |
| 2000 | Метью Генсон                                                                         | полярний дослідник                           | Напарник першого володаря медалі Роберта Пірі Не був відзначений через колір шкіри. Нагороджений посмертно                         |
| 2010 | Дон Волш                                                                             | океанограф                                   | Занурення на батискафі «Трієст» |
| 2012 | Жак Піккар                                                                           | океанограф                                   | Разом з Доном Волшем на батискафі «Трієст» здійснив першу експедицію у Безодню Челленджера — найглибшу частину Маріанського жолоба |
| 2013 | Сільвія Ерл Джеймс Кемерон Едвард Вілсон                                             | біолог режисер/дослідник біолог              | Морські дослідження Морські дослідження Біологічні дослідження                                                                     |
| 2015 | Джордж Шаллер                                                                        | біолог                                       | Збереження видів, що зникають |
| 2016 | Мів Лікі Найноа Томпсон                                                              | палеоантрополог навігатор                    | |
| 2017 | Ніл Деграсс Тайсон                                                                   | астрофізик, письменник і популяризатор науки | [ 13 ] |
| 2018 | Пітер Рейвен                                                                         | біолог і еколог                              | |
| 2020 | Кетрін Джонсон                                                                       | математик                                    | Новаторська робота в галузі математики та астронавігації                                                                           |